# Молочное (Сакский район)
Моло́чное (до 1945 года Тереклы-Конра́т; укр. Молочне, крымскотат. Terekli Qoñrat, Терекли Къонърат) — село в Сакском районе Крыма (согласно административно-территориальному делению Украины — центр Молочненского сельского совета Автономной Республики Крым, согласно административно-территориальному делению РФ — центр Молочненского сельского поселения Республики Крым).

## Современное состояние

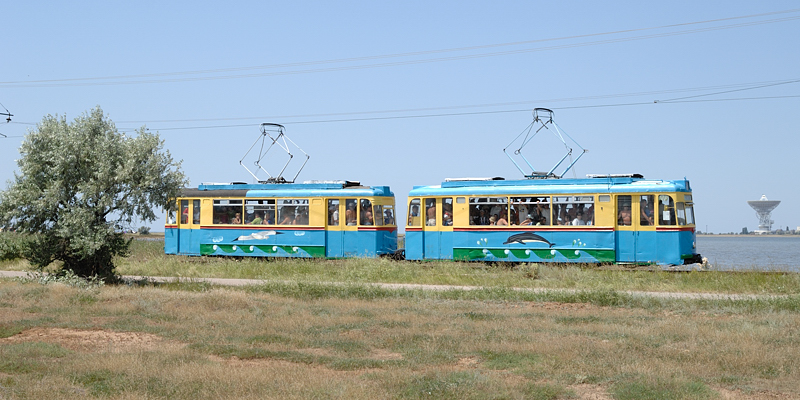
Трамвай в Молочном

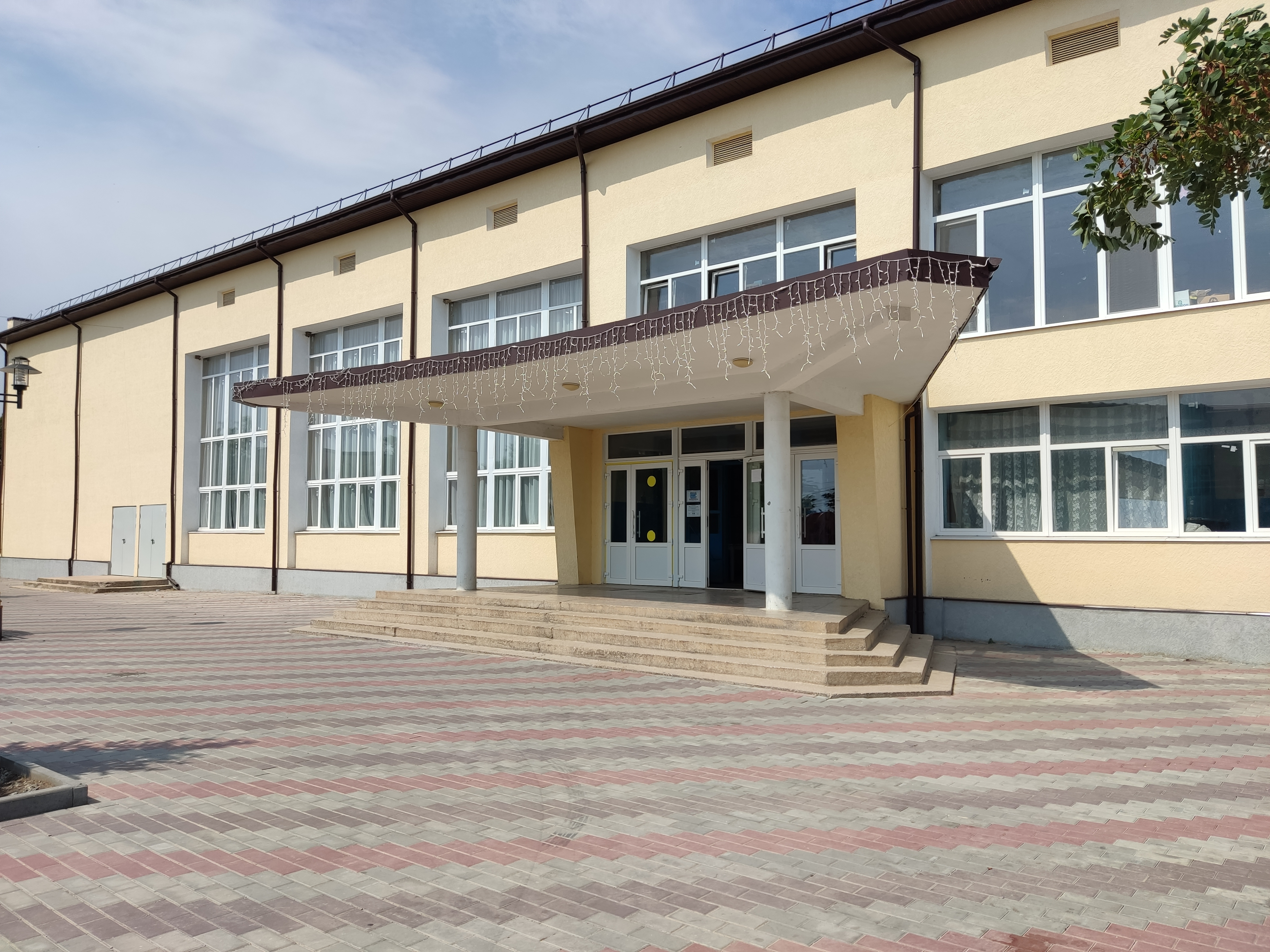
Дом культуры

На 2016 год в Молочном 20 улиц и 4 переулка, площадь, занимаемая селом, по данным сельсовета на 2009 год, 160,4 гектара, на которой в 420 дворах, числилось 1050 жителей. В селе действуют общеобразовательная школа, детский сад «Теремок», дом культуры, сельская библиотека, врачебная амбулатория, церковь преподобного Иоанна Рыльского. С 1989 по 2014 годы в Молочном работала самая короткая в бывшем СССР трамвайная линия. Село связано автобусным сообщением с Евпаторией и соседними населёнными пунктами
Возле села Молочное находится один из самых больших полноподвижных радиотелескопов в мире — РТ-70.

## География
Молочное — село на западе района, в степном Крыму, на северном берегу озера Солёное в 1,5 км от берега Чёрного моря, высота центра села над уровнем моря — 5 м. Соседнее село Уютное в 5 км на восток. Расстояние до райцентра — около 36 километров (по шоссе), ближайшая железнодорожная станция — Евпатория в 10 км. Южнее села, у береговой линии, расположено четыре озера (с запада на восток)ː Галгасское, Круглое, Тереклы или Солёное, Конрад. Транспортное сообщение осуществляется по региональной автодороге 35Н-482 Евпатория — Молочное (по украинской классификации — С-0-11235).

## История
Первое документальное упоминание села встречается в Камеральном Описании Крыма… 1784 года, судя по которому, в последний период Крымского ханства Дирекла Конрат входил в Козловский кадылык Козловского каймаканства.
После присоединения Крыма к России (8) 19 апреля 1783 года, (8) 19 февраля 1784 года, именным указом Екатерины II сенату, на территории бывшего Крымского Ханства была образована Таврическая область и деревня была приписана к Евпаторийскому уезду. С началом Русско-турецкой войной 1787—1791 годов, весной 1788 года производилось выселение крымских татар из прибрежных селений во внутренние районы полуострова, в том числе и из Тереклы-Конрата. В конце войны, 14 августа 1791 года всем было разрешено вернуться на место прежнего жительства. После Павловских реформ, с 1796 по 1802 год, входила в Акмечетский уезд Новороссийской губернии. По новому административному делению, после создания 8 (20) октября 1802 года Таврической губернии, Тереклы-Конрат был включён в состав Кудайгульской волости Евпаторийского уезда.
По Ведомости о волостях и селениях, в Евпаторийском уезде с показанием числа дворов и душ… от 19 апреля 1806 года в деревне Тереклы-Конрат числилось 27 дворов, 171 крымский татарин, 5 цыгана и 1 ясыр. На военно-топографической карте генерал-майора Мухина 1817 года деревня Дереклы конрат обозначена с 24 дворами. После реформы волостного деления 1829 года Тереклы конрат, согласно «Ведомости о казённых волостях Таврической губернии 1829 года», остался в составе Кудайгульской волости. На карте 1836 года в деревне 19 дворов. Затем, видимо, вследствие эмиграции крымских татар в Турцию, деревня заметно опустела и на карте 1842 года Тереклы-Конрат обозначен условным знаком «малая деревня», то есть, менее 5 дворов.
В 1860-х годах, после земской реформы Александра II, деревню приписали к Чотайской волости. В «Списке населённых мест Таврической губернии по сведениям 1864 года», составленному по результатам VIII ревизии 1864 года, Тереклы-Конрат — владельческая русско-татарская деревня, с 12 дворами, 63 жителями и мечетью при колодцах. По обследованиям профессора А. Н. Козловского 1867 года, глубина колодцев в деревне составляла 2—5 саженей (4—10 м), вода в которых была «солёная, или горькая, или солоновато-горькая». На трехверстовой карте Шуберта 1865—1876 года в деревне обозначено 20 дворов. В «Памятной книге Таврической губернии 1889 года», по результатам Х ревизии 1887 года, в деревне Тереклы-Конрат числилось 19 дворов и 110 жителей. Согласно «…Памятной книжке Таврической губернии на 1892 год», в деревне Тереклы-Конрад, входившей в Аджи-Тарханский участок, всего 29 жителей в 5 домохозяйствах.
Земская реформа 1890-х годов в Евпаторийском уезде прошла после 1892 года, в результате Тереклы-Конрат приписали к Донузлавской волости.
По «…Памятной книжке Таврической губернии на 1900 год» в деревне числилось 67 жителей в 6 дворах. По Статистическому справочнику Таврической губернии. Ч.II-я. Статистический очерк, выпуск пятый Евпаторийский уезд, 1915 год, в деревне Тереклы-Конрат (Мирчи Иосифа Абрамовича) Донузлавской волости Евпаторийского уезда числилось 20 дворов с русскими жителями в количестве 121 человека приписного населения и 12 — «постороннего», из которых 68 мужчин и 65 женщин. Жители землёй не владели, в хозяйствах имелось 67 лошадей, 24 вола, 18 коров и 45 голов мелкого скота. Также записан посёлок Тереклы-Конрат М. А. Ходжаша — 2 двора, все безземельные, 8 человек приписных и 8 посторонних.и две одноимённые экономии (с 22 жителями). Экономии владели 1300 и 2215 десятинами удобной земли.

### Советский период
Первые десятилетия советской власти
После установления в Крыму Советской власти, по постановлению Крымревкома от 8 января 1921 года № 206 «Об изменении административных границ» была упразднена волостная система и село вошло в состав Евпаторийского района Евпаторийского уезда, а в 1922 году уезды получили название округов. 11 октября 1923 года, согласно постановлению ВЦИК, в административное деление Крымской АССР были внесены изменения, в результате которых округа были отменены и произошло укрупнение районов — территорию округа включили в Евпаторийский район. В 1923 году был создан совхоз «Береговой», специализировавшийся на мясо-молочном животноводстве. Согласно Списку населённых пунктов Крымской АССР по Всесоюзной переписи 17 декабря 1926 года, в селе Тереклы-Конрат, Богайского сельсовета Евпаторийского района, числилось 36 дворов, все крестьянские, население составляло 187 человек, из них 124 русских, 53 татарина, 9 украинцев, 1 грек. В одноимённом совхозе было 38 дворов, 69 человек (51 русский, 9 украинцев, 3 немца, 2 белоруса, 1 татарин, 1 чех, 2 записаны в графе «прочие». Время образования Тереклы-Конратского сельсовета (в котором село состоит всю дальнейшую историю) пока не установлено, известно, что на 1940 год он уже существовал. По данным всесоюзной переписи населения 1939 года в селе проживало 922 человека.
В годы Великой Отечественной войны

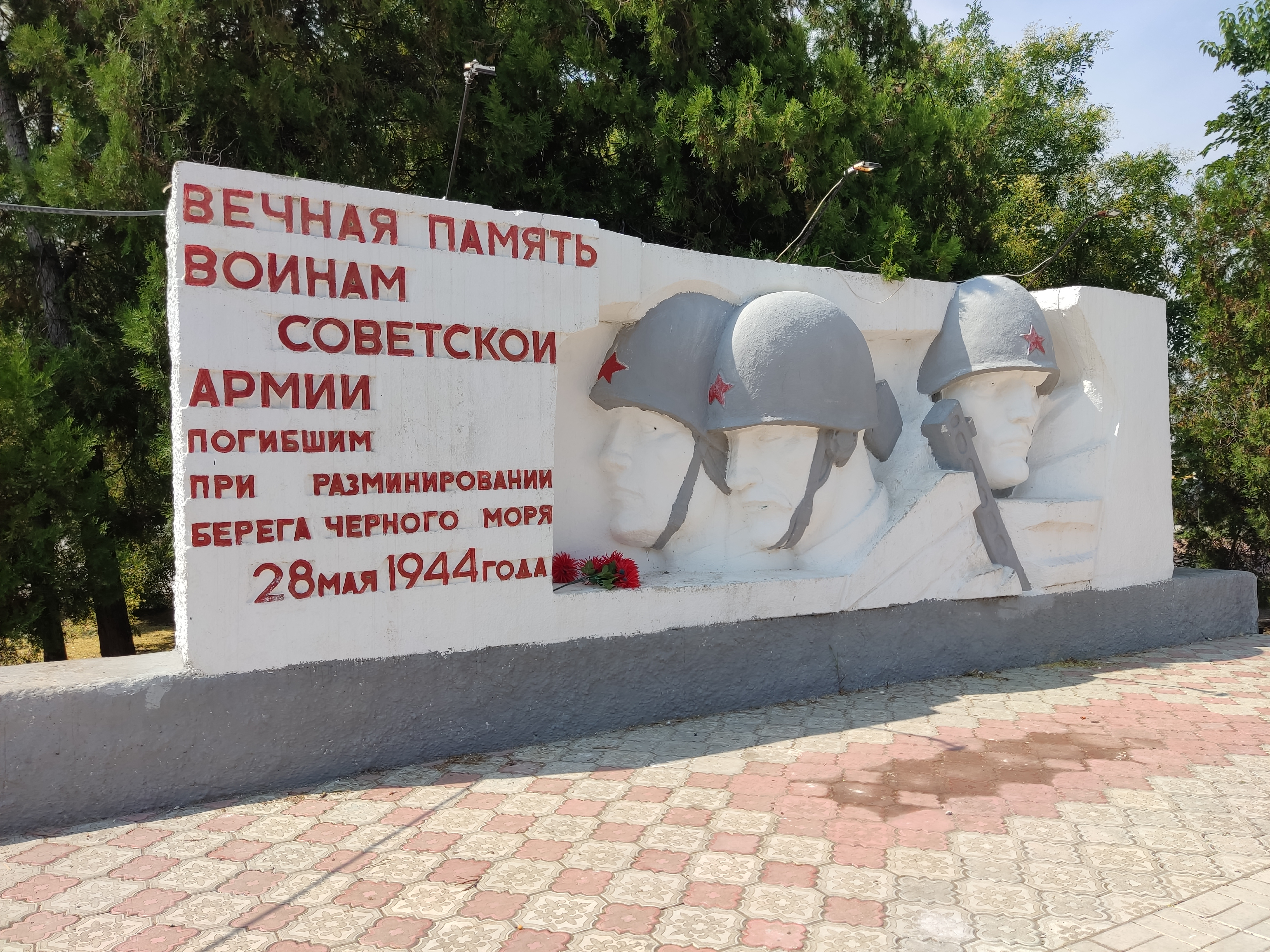
Памятный знак в честь советских воинов

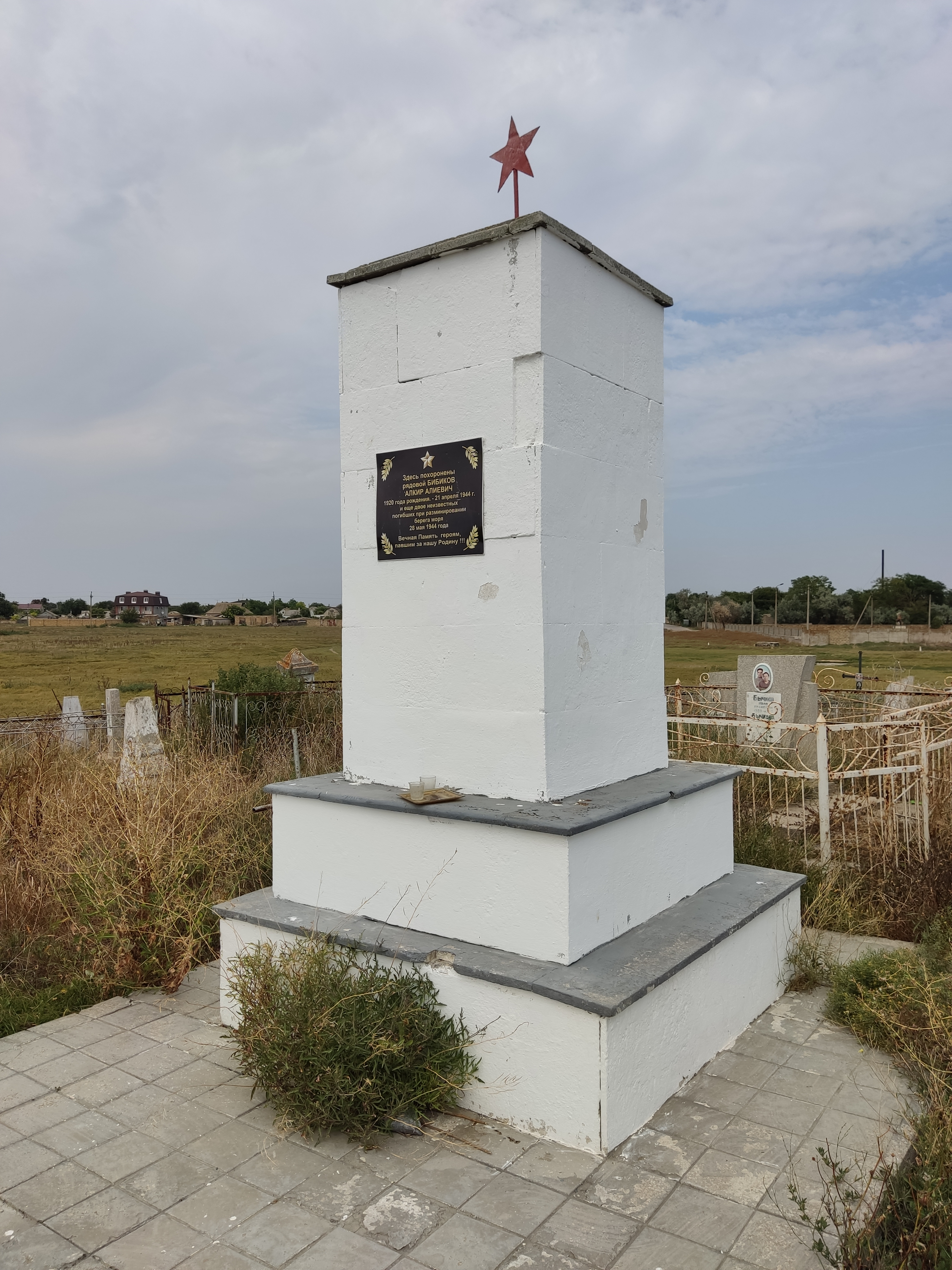
Братская могила советских воинов

На фронтах Великой Отечественной войны воевали 75 жителей совета, 55 из них погибли, 8 человек награждены орденами и медалями. В память о погибших воинах-односельчанах установлена стела. В селе проживают участники битвы за Берлин Н. А. Щербаков, кавалер двух орденов Боевой Славы Д. Д. Кочетков, кавалер многих боевых орденов и медалей А. С. Канаев, освобождавший Крым и Сакский район, и другие. В сентябре — октябре 1941 года, во время обороны Крыма, у села был создан аэродром, на котором базировались истребители «Фрайдорфской» авиационной группы ВВС Черноморского флота. В январе 1944 г. в море возле Молочного Герой Советского Союза генерал Н. А. Токарев потопил фашистский корабль, а его самолёт был сбит и упал в озеро Мойнаки. Погибший генерал похоронен в г. Евпатория. В годы войны, после освобождения Крыма, в мае 1944 года, проводилось разминирование берега Чёрного моря. При разминировании в окрестностях села, погибли три советских воина. Установлена фамилия только одного бойца: Бибиков Закир Алиевич, 1923 года рождения, й 21 апреля 1944 года. Двое других, погибших 28 мая, остались неизвестны. Останки погиших были захоронены в братской могиле на сельском кладбище на которм тогда же был установлен памятник. Постановлением Совета министров Республики Крым № 627 от 20 декабря 2016 года памятник отнесён к категории объектов культурно-исторического наследия России регионального значения.
В послевоенные годы

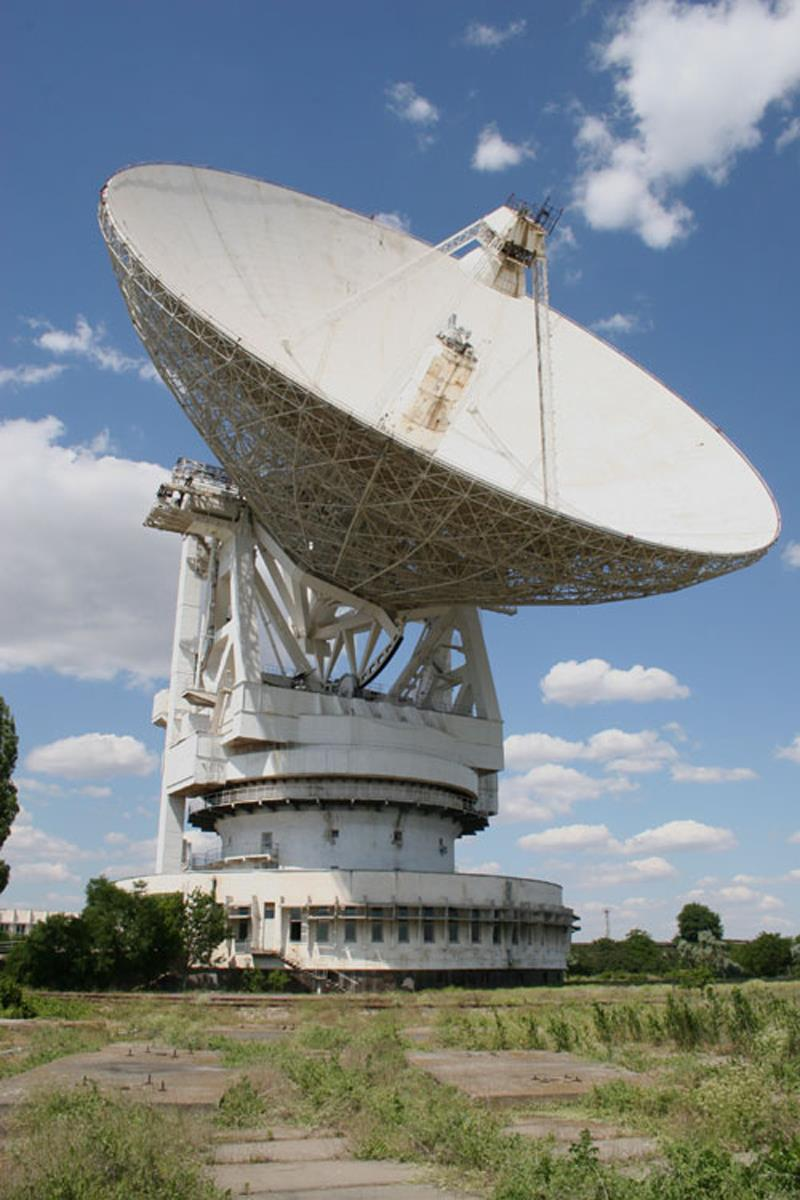
РТ-70

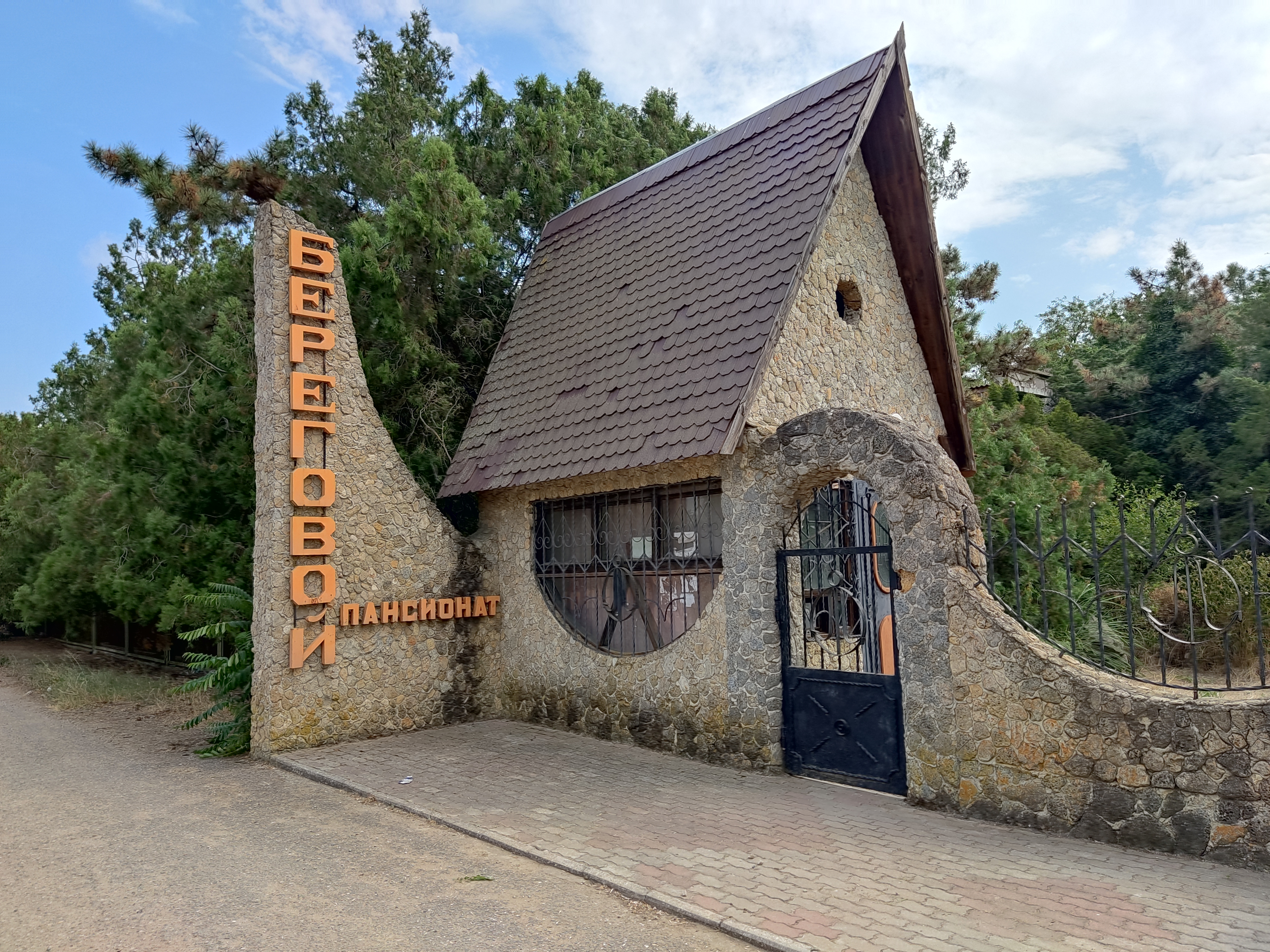
Пансионат «Береговой»

После освобождения Крыма от фашистов, 12 августа 1944 года было принято постановление № ГОКО-6372с «О переселении колхозников в районы Крыма» и в сентябре 1944 года в район приехали первые новосёлы (150 семей) из Киевской и Каменец-Подольской областей, а в начале 1950-х годов последовала вторая волна переселенцев из различных областей Украины. Указом Президиума Верховного Совета РСФСР от 21 августа 1945 года Тереклы-Конрат был переименован в Молочное и Тереклы-Конратский сельсовет — в Молочненский. С 25 июня 1946 года в составе Крымской области РСФСР. 26 апреля 1954 года Крымская область была передана из состава РСФСР в состав УССР. 1 января 1965 года, указом Президиума ВС УССР «О внесении изменений в административное районирование УССР — по Крымской области», Евпаторийский район был упразднён и село включили в состав Сакского (по другим данным — 11 февраля 1963 года).
В 1962 году совхоз «Береговой» удостоен диплома 1-й степени ВДНХ СССР, 24 работника были награждены орденами и медалями, в том числе: орденом Ленина — бригадир Д. М. Никитин, орденом Октябрьской революции — директор совхоза В. Т. Герасимов. В 1965 году введен в эксплуатацию холодильник емкостью 500 тонн фруктов и ягод. В 1966 году построен пансионат «Береговой» на 150 мест. 18 августа 1989 года была открыта одна из самых маленьких в мире трамвайных систем, для перевозки отдыхающих в пансионате «Береговой» к пляжу. По данным переписи 1989 года в селе проживало 2646 человек. С 12 февраля 1991 года село в восстановленной Крымской АССР, 26 февраля 1992 года переименованной в Автономную Республику Крым. С 21 марта 2014 года в составе Крыма аннексировано Россией.

## Население
| 2001 | 2014  |
| ---- | ----- |
| 2336 | ↘2174 |

Всеукраинская перепись 2001 года показала следующее распределение по носителям языка
| Язык             | Процент |
| ---------------- | ------- |
| русский          | 66.28   |
| украинский       | 25.4    |
| крымскотатарский | 8.48    |
| другие           | 0.20    |

### Динамика численности
| - 1806 год — 177 чел. - 1864 год — 63 чел. - 1889 год — 110 чел. - 1892 год — 29 чел. - 1900 год — 67 чел. - 1915 год — 121/12 чел. - 1926 год — 256 чел. | - 1939 год — 922 чел. - 1974 год — 1959 чел. - 1989 год — 2646 чел. - 2001 год — 2336 чел. - 2014 год — 2174 чел. |